# Paullinia linearis
Paullinia linearis är en kinesträdsväxtart som beskrevs av L. Radlk.. Paullinia linearis ingår i släktet Paullinia och familjen kinesträdsväxter. Inga underarter finns listade i Catalogue of Life.